# Шолданешти (Ботошани)
Шолданешти (рум. Șoldănești) насеље је у Румунији у округу Ботошани у општини Бландешти. Oпштина се налази на надморској висини од 188 m.

## Становништво
Према подацима из 2002. године у насељу је живело 492 становника, од којих су сви румунске националности.